# Plagiochasma boliviana
Plagiochasma boliviana là một loài rêu trong họ Aytoniaceae. Loài này được Steph. mô tả khoa học đầu tiên năm 1916.